# ヴェネツィア条約
ヴェネツィア条約（ヴェネツィアじょうやく、英: The Treaty or Peace of Venice）は、1177年に、ローマ教皇と同盟国、北イタリアの都市同盟であるロンバルディア同盟、神聖ローマ皇帝フリードリヒ1世（赤髭王）との間で結ばれた平和条約である。ノルマン人のシチリア王国も交渉に参加して、それにより、条約において、その後の数年間のイタリアでの全ての政治進路が決められた。
この条約は、1176年5月29日に起きてフリードリヒ赤髭王が敗北したレニャーノの戦いの結果を踏まえたものだった。戦いの後、すぐにフリードリヒはアナーニにいたローマ教皇アレクサンデル3世に使節を送り、アレクサンドル3世と自らが擁立した対立教皇カリストゥス3世との分裂（シスマ）を解消するように要請した。予備協定が合意に達した後に、1177年7月の会合が計画された。フリードリヒは、対立した際に権力ある親帝国集団を確保することを期待して、ヴェネチアの対抗勢力に暫定的に干渉した。
7月24日、教皇は、サン・マルコ寺院から、ヴェネツィアの潟の入り口にあるリードにいた皇帝に対し枢機卿の代表団を派遣した。会合でフリードリヒは正式にアレクサンドル3世を教皇として認め、自らが擁立した対立教皇を廃し、枢機卿の代表団は正式にフリードリヒにかけられていた破門を解いた。ヴェネチアのドージェのセバスティアーノ・ジアニ、アクイレイア大司教のウルリッヒ2世がヴェネチアで皇帝に付き添った。シチリア王国代表は、この場面の目撃証言を残したサレルノ大司教のロムアルド・グアナ、アンドリアのロジャー伯爵だった。
条約では、皇帝がローマにおける教皇の世俗的権利を認めたが、ローマは教皇に屈服せず、教皇は1179年に退去を余儀なくされた。また、フリードリヒとシチリア王グリエルモ2世との間で15年の平和が締結され、シチリアにおける平和と繁栄の黄金時代への道が開かれた。同様に、ロンバルディア同盟との間に6年の休戦が締結され、一方で、交渉は続き、最終的にフリードリヒは1183年のコンスタンツの和議でロンバルディアの独立を認めた。